# Peaceland
Il Peaceland è un traghetto merci appartenente alla compagnia di navigazione emiratina Salem Al Makrani Cargo,noto per aver navigato per la compagnia di navigazione italiana Moby Cargo dal 2016 al 2024 con il nome di Pietro Manunta.

## Caratteristiche
La nave è stata costruita nel 1990 dai cantieri navali Daewoo di Geoje (Corea del Sud) con il nome Helena per la compagnia di navigazione norvegese Eidsiva Rederi ASA (dal 2010 Norwegian Car Carriers ASA). Costruito per operare nel mar Baltico, il traghetto dispone di classificazione 1A che consente la navigazione in caso di presenza massiccia di ghiaccio in superficie.
La capacità è pari a 2.545 metri lineari di carico disposti su più ponti; trattandosi di un traghetto dedicato esclusivamente al trasporto di merci rotabili, non dispone di alcuna sistemazione per passeggeri e può imbarcare fino a 12 membri dell'equipaggio.
La propulsione è affidata ad una coppia di motori Wärtsilä-Vasa dalla potenza complessiva di 9.050 kW, in grado di spingere la nave alla velocità massima di 15 nodi.

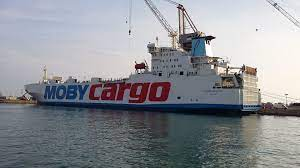
Pietro Manunta a Livorno

## Servizio
Il traghetto è entrato in servizio con il nome di Helena e bandiera svedese nel 1991. 
Nel 2016 è stato acquistato dalla compagnia italiana Moby Lines al fine di potenziare l'offerta dedicata al trasporto merci sulle rotte dal continente verso la Sardegna, sostituendo l'anziano traghetto Luigi Pa.
La presentazione della nave è avvenuta ad Olbia il 29 agosto 2016; la nave ha ricevuto il nome di Pietro Manunta, all'epoca presidente della compagnia Tirrenia CIN ed ex velista del team Mascalzone Latino di proprietà di Vincenzo Onorato.
Nel 2024 la nave è stata venduta alla compagnia emiratina Salem Al Makrani Cargo che, dopo averla ribattezzata Peaceland e sostituito la bandiera con quella di Saint Kitts e Nevis, l'ha immessa in servizio sulla rotta commerciale tra Dubai e Umm Qasr.

## Incidenti
Nella mattinata di sabato 28 agosto 2021, mentre il traghetto era ormeggiato a Livorno, si è sviluppato un incendio di lieve entità in sala macchine presto domato senza alcuna conseguenza negativa per l'equipaggio.